# Tillmannsite
La tillmannsite è un minerale.